# Rans (Penafiel)
Rans es una freguesia portuguesa del concelho de Penafiel, con 5,11 km² de superficie y 1.652 habitantes (2001). Su densidad de población es de 323,3 hab/km².